# Ахтентвинтиг

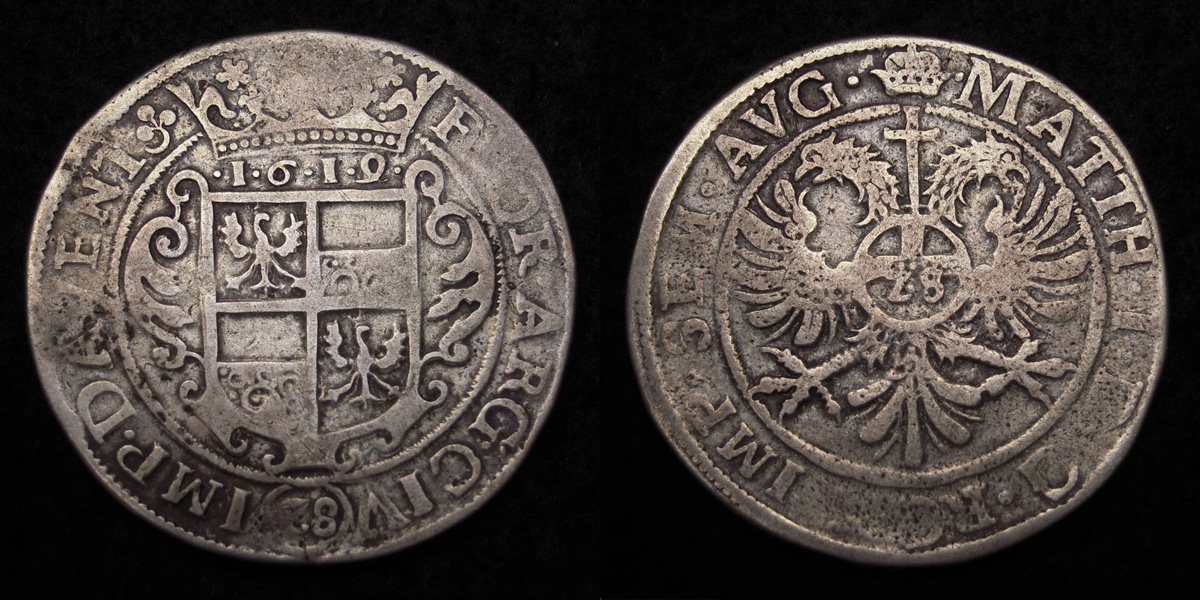
Ахтентвинтиг, 1619 год, Девентер

Ахтентвинтиг, ахтенвинтиг (нидерл. Achtentwintig) — серебряная монета в 28 стюверов, чеканилась в Нидерландах с 1601 по 1693 год. Вес 19,584 г (15,28 г чистого серебра).
С 1601 года монета чеканилась в Фрисландии, с 1617 года в Девентере, с 1618 года в Зволле. А с 1680 года ахтентвинтиг уже с меньшим содержанием серебра стали чеканить и в других провинциях и городах Нидерландов. В 1693 года их обращение было официально запрещено.